# Rugby Europe U18 Championship 2021
El Rugby Europe U18 Championship del 2021 fue la decimoséptima edición del torneo de rugby juvenil europeo en categoría de menores de 18 años.
El torneo se disputó en la ciudad de Kaliningrado en Rusia.

## Equipos participantes
- Selección juvenil de rugby de Bélgica
- Selección juvenil de rugby de España
- Selección juvenil de rugby de Georgia
- Selección juvenil de rugby de Países Bajos
- Selección juvenil de rugby de Portugal
- Selección juvenil de rugby de República Checa
- Selección juvenil de rugby de Rumania
- Selección juvenil de rugby de Rusia

## Resultados

### Cuartos de final
- Los perdedores avanzan a la copa de plata

| 3 de octubre | Rusia | 10 - 21 | Bélgica |  |  |

| 3 de octubre | Georgia | 76 - 0 | República Checa |  |  |

| 3 de octubre | España | 45 - 8 | Rumania |  |  |

| 3 de octubre | Portugal | 26 - 15 | Países Bajos |  |  |

### Semifinales Copa de plata
| 6 de octubre | Rusia | 50 - 0 | República Checa |  |  |

| 6 de octubre | Rumania | 0 - 34 | Países Bajos |  |  |

### Semifinales Campeonato
| 6 de octubre | Georgia | 37 - 3 | Bélgica |  |  |

| 6 de octubre | España | 12 - 31 | Portugal |  |  |

### Séptimo puesto
| 9 de octubre | Rumania | 38 - 8 | República Checa |  |  |

### Quinto puesto
| 9 de octubre | Rusia | 13 - 7 | Países Bajos |  |  |

### Tercer puesto
| 9 de octubre | España | 46 - 7 | Bélgica |  |  |

### Final
| 9 de octubre | Georgia | 27 - 0 | Portugal |  |  |

| Bandera de Georgia |
| Campeón Georgia    |
| Tercer título      |